# Somateria
Genre
Somateria est un genre qui regroupe de grands canards migrateurs communément appelés Eider.
Leurs plumes étaient naguère recherchées comme rembourrage de vêtements, ce qui est à l'origine du mot édredon (du danois ederdun, « duvet d'eider »). Les plumes étaient notamment collectées en Islande et au Groenland.
Les espèces survivantes vivent sous les latitudes tempérées de l'hémisphère nord.

## Liste des espèces
Selon la classification de référence du Congrès ornithologique international (version 15.1, 2025) :
- Somateria fischeri (Brandt, JF, 1847) — Eider à lunettes ;
- Somateria spectabilis (Linnaeus, 1758) — Eider à tête grise ;
- Somateria mollissima (Linnaeus, 1758) — Eider à duvet.

L'Eider de Steller, malgré son nom, est d'un genre différent (Polysticta).

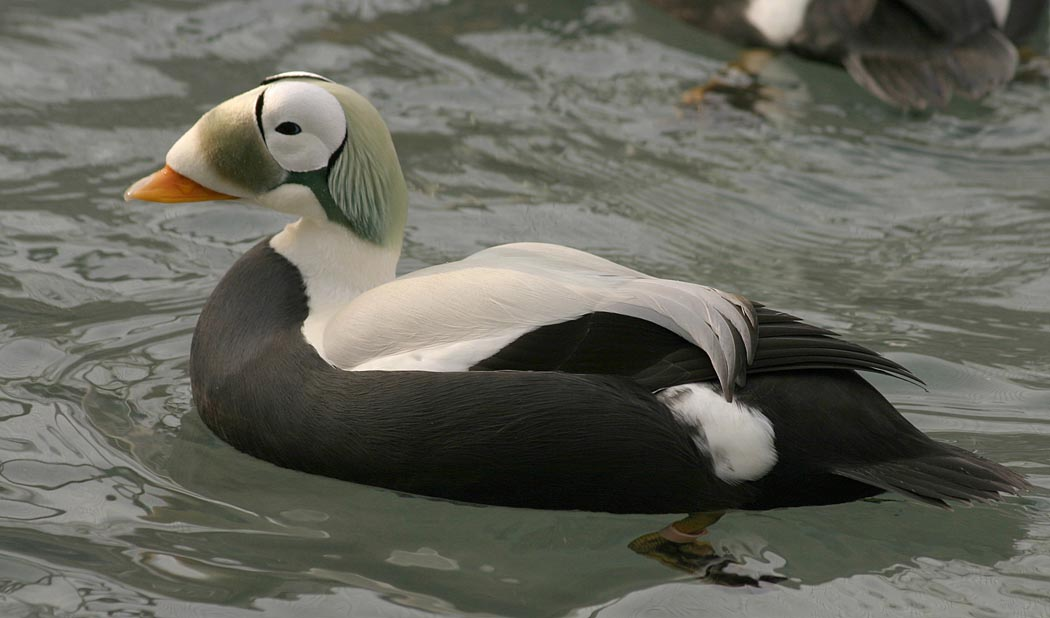
Somateria fischeri
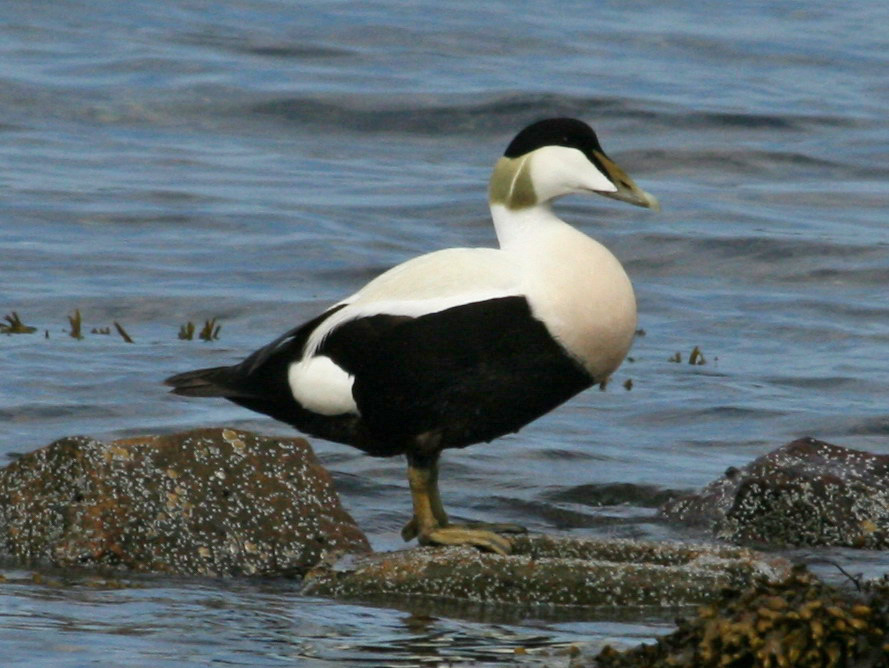
Somateria mollissima
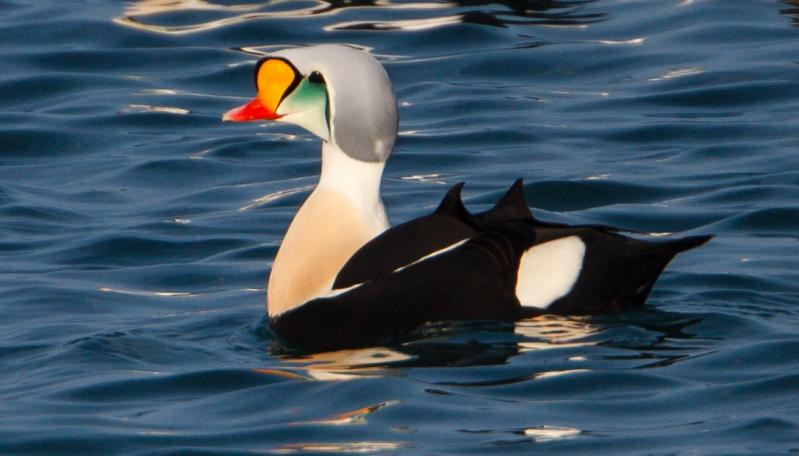
Somateria spectabilis